# Ṣawm
La parola ṣawm (in arabo ﺻﻮﻡ‎?) indica il digiuno canonico (cioè obbligatorio) che ogni musulmano pubere e in buone condizioni psicofisiche deve compiere lungo tutto l'arco dei 30 giorni del mese lunare di Ramadan. Esso costituisce il quarto dei cosiddetti arkān al-dīn, i "pilastri della religione islamica".
L'obbligo va dal primo sorgere apparente del Sole al momento del suo totale tramonto. Quando non sia più visibile la luce solare si ha allora il diritto d'interrompere il digiuno e di assumere ogni sorta di bevanda o cibo fino ad allora interdetto. Tale pasto prende il nome di Ifṭār.
Si pensa che serva a ricordare al credente le privazioni dei poveri, in modo da invogliarlo a versare la zakat (elemosina religiosa annuale) alla fine del mese di ramadan.